# Représentations diplomatiques au Botswana

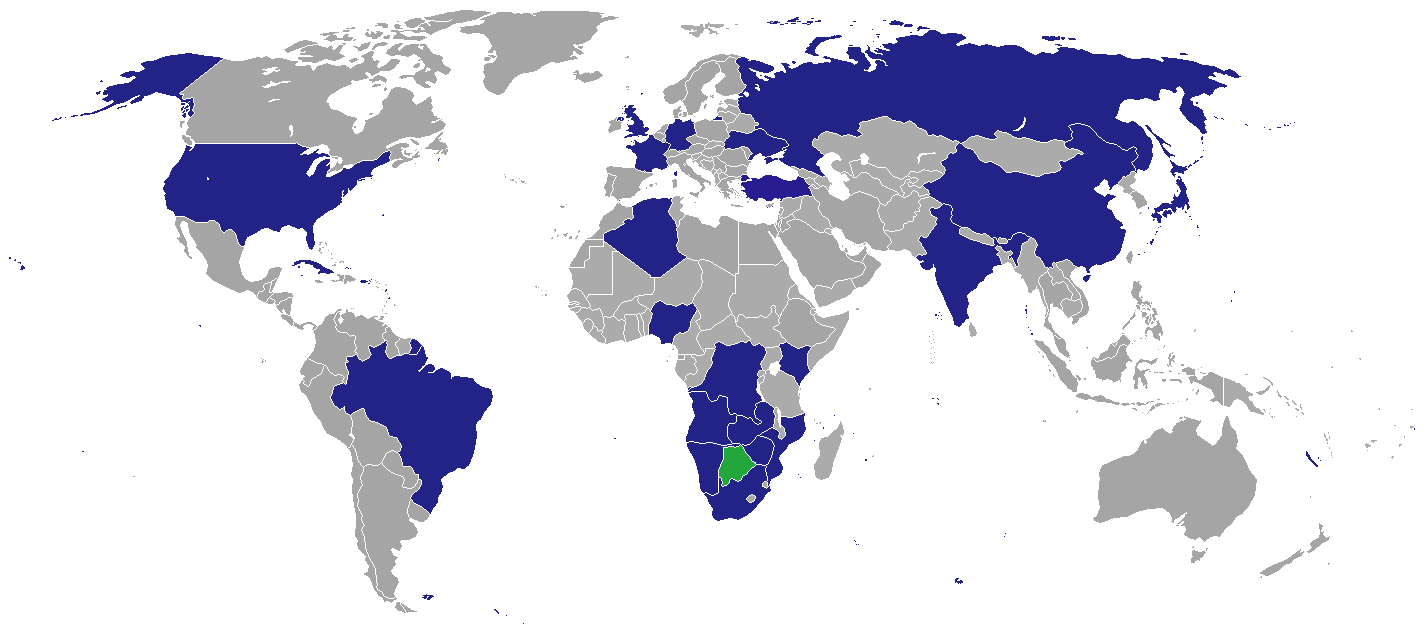
Carte des pays qui ont des représentations diplomatiques au Botswana

Voici une liste des représentations diplomatiques au Botswana. La capitale Gaborone abrite actuellement 21 ambassades et 1 délégation (Union européenne). La ville abrite également plusieurs organisations internationales. La plupart des missions diplomatiques qui couvrent le Botswana se trouvent en Afrique du Sud.

## Missions diplomatiques au Botswana

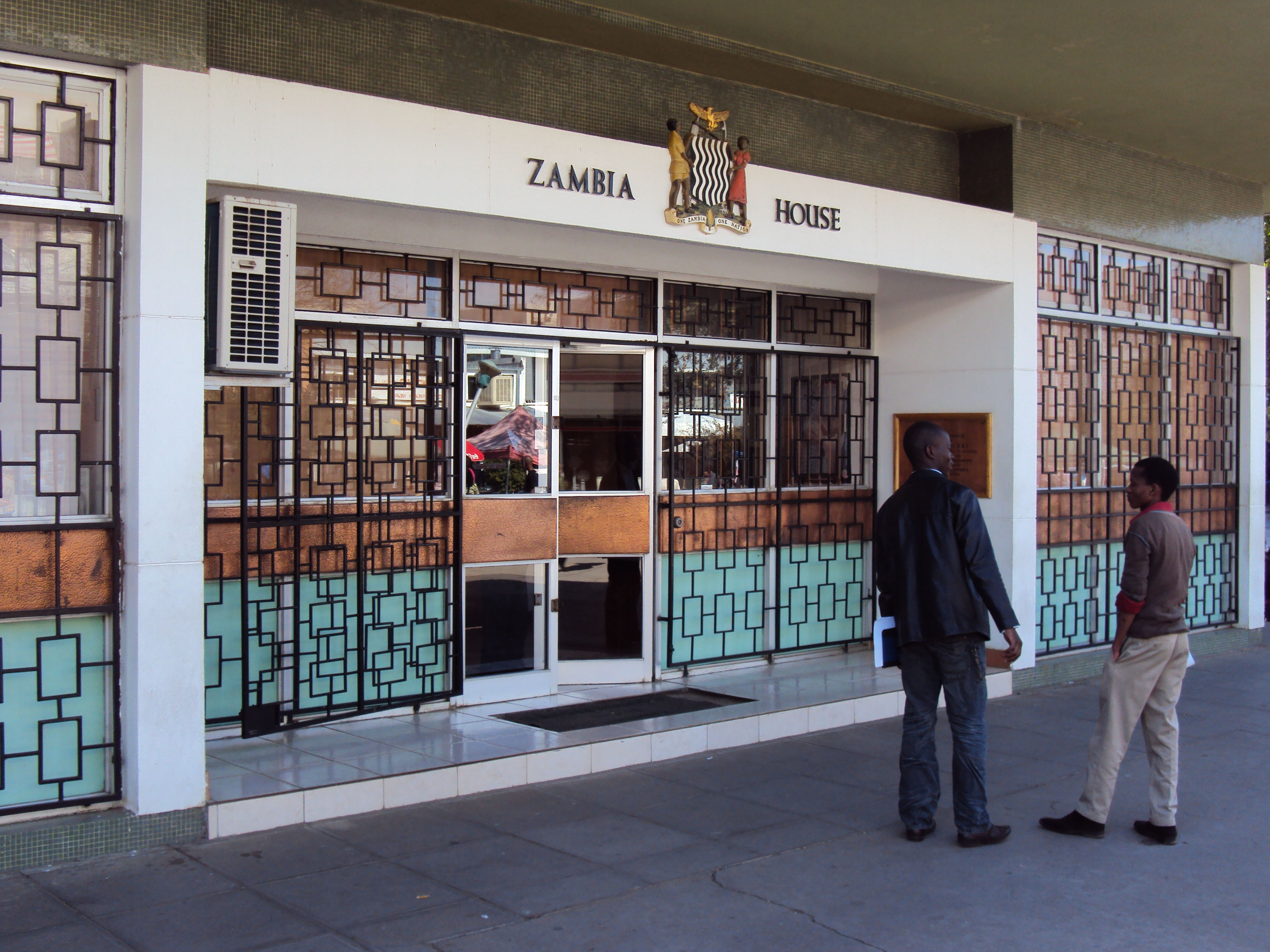
Haut-commissariat de Zambie à Gaborone

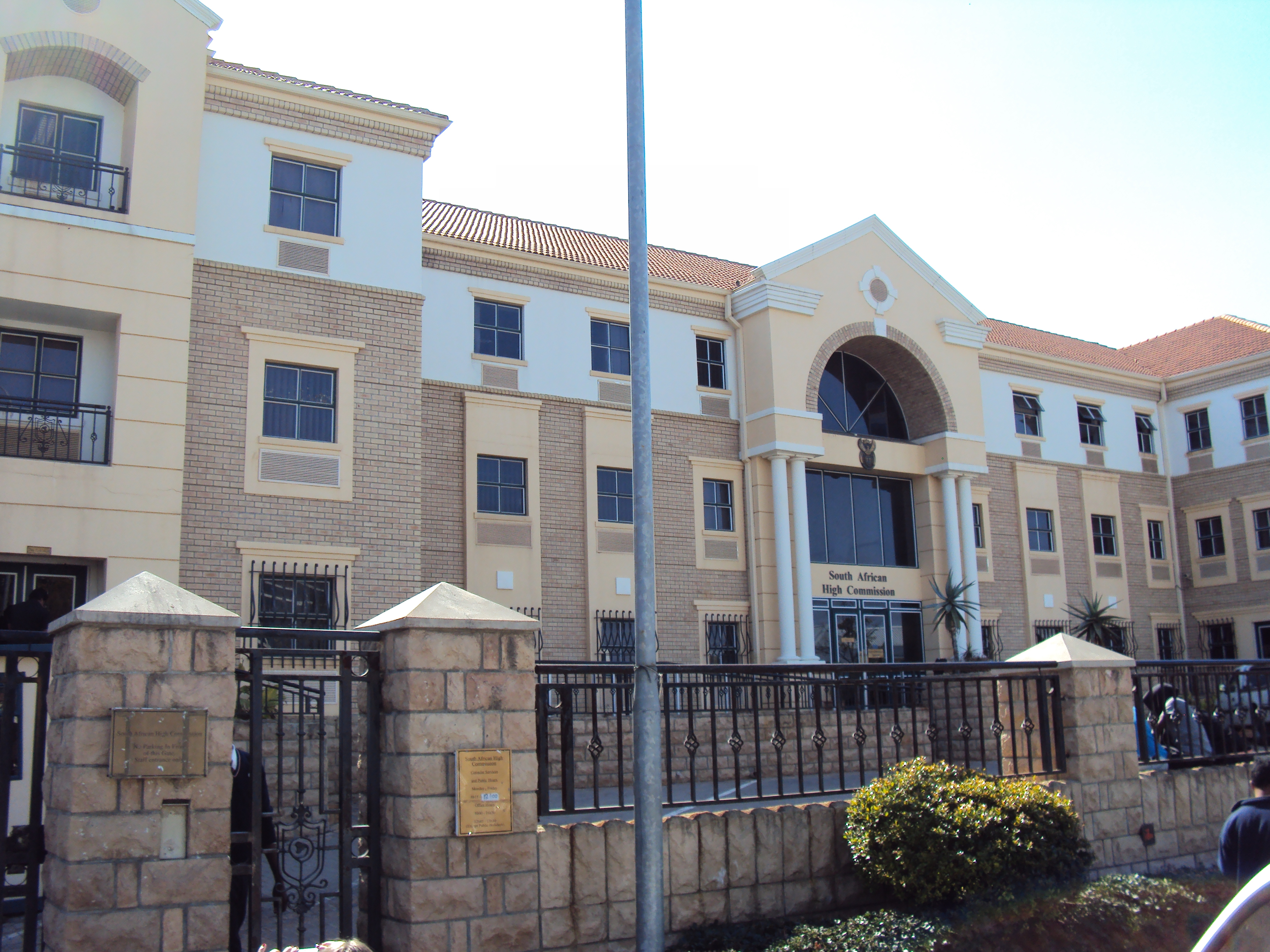
Haut-commissariat sud-africain à Gaborone

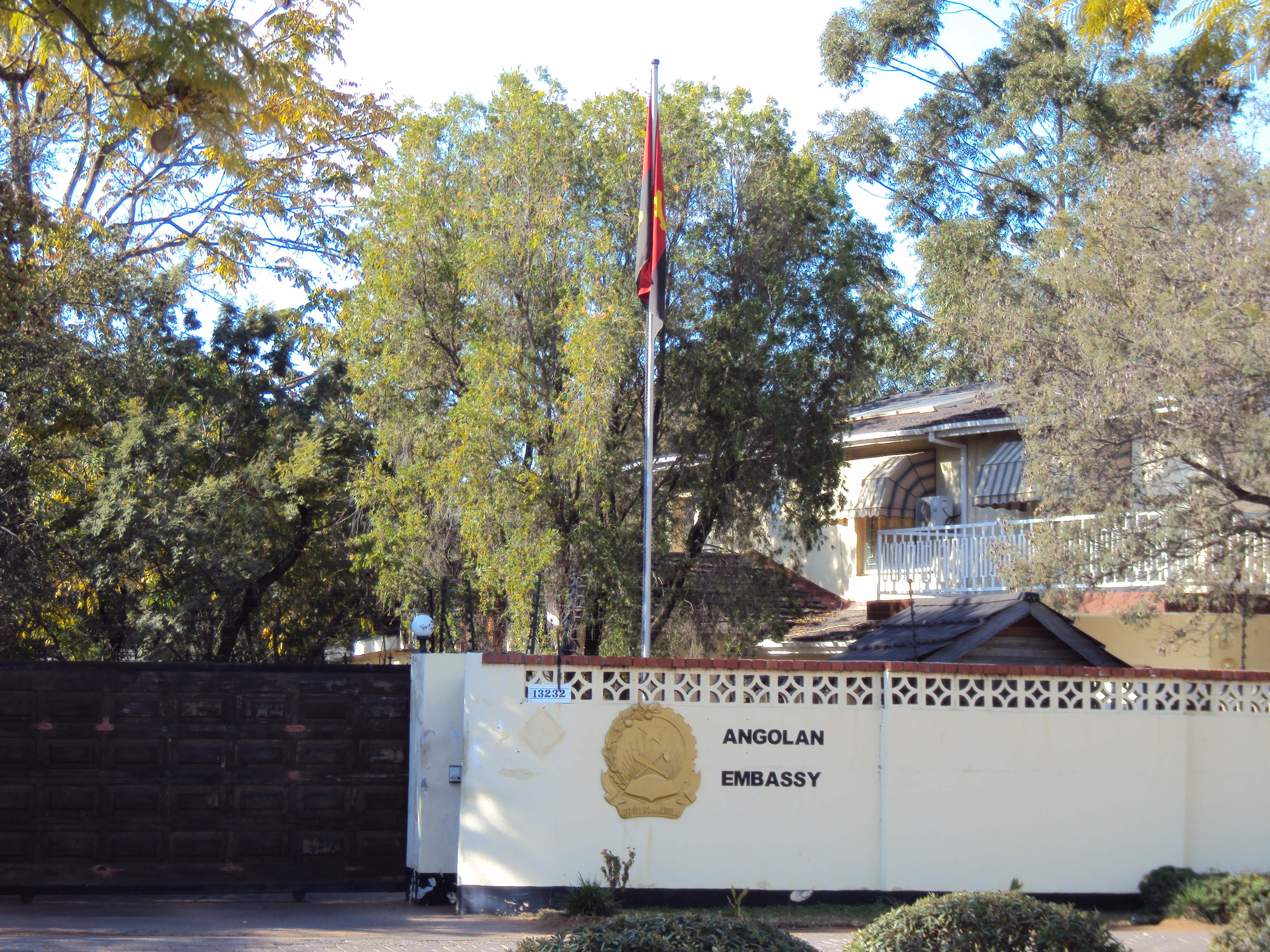
Ambassade d'Angola à Gaborone

| Afrique du Sud                          | 24° 39′ 29″ S, 25° 54′ 59″ E | [ 2 ]  |
| Allemagne                               |                              | [ 3 ]  |
| Angola                                  | 24° 39′ 07″ S, 25° 54′ 36″ E | [ 4 ]  |
| Brésil                                  | 24° 39′ 28″ S, 25° 55′ 06″ E | [ 5 ]  |
| Chine                                   | 24° 39′ 01″ S, 25° 54′ 58″ E | [ 6 ]  |
| Cuba                                    | 24° 39′ 42″ S, 25° 54′ 51″ E | [ 7 ]  |
| États-Unis                              | 24° 39′ 40″ S, 25° 54′ 31″ E | [ 8 ]  |
| France                                  | 24° 39′ 35″ S, 25° 55′ 03″ E | [ 9 ]  |
| Inde                                    | 24° 39′ 11″ S, 25° 54′ 37″ E | [ 10 ] |
| Japon                                   | 24° 39′ 42″ S, 25° 54′ 38″ E | [ 11 ] |
| Kenya                                   | 24° 39′ 38″ S, 25° 55′ 08″ E | [ 12 ] |
| Libye                                   |                              |        |
| Mozambique                              | 24° 39′ 37″ S, 25° 55′ 03″ E | [ 13 ] |
| Namibie                                 | 24° 39′ 24″ S, 25° 54′ 53″ E | [ 14 ] |
| Nigeria                                 | 24° 39′ 29″ S, 25° 54′ 50″ E | [ 15 ] |
| République arabe sahraouie démocratique |                              |        |
| Royaume-Uni                             | 24° 39′ 29″ S, 25° 54′ 48″ E | [ 16 ] |
| Russie                                  | 24° 39′ 00″ S, 25° 55′ 10″ E | [ 17 ] |
| Turquie                                 |                              | [ 18 ] |
| Zambie                                  | 24° 39′ 29″ S, 25° 54′ 55″ E | [ 19 ] |
| Zimbabwe                                | 24° 39′ 38″ S, 25° 54′ 31″ E | [ 20 ] |
| Consulats honoraires                    |                              |        |
| Danemark                                | 24° 40′ 52″ S, 25° 53′ 37″ E | [ 21 ] |
| Grèce                                   | 24° 38′ 32″ S, 25° 54′ 50″ E | [ 22 ] |
| Suisse                                  |                              | [ 23 ] |
| Autres missions                         |                              |        |
| Union européenne                        | 24° 39′ 37″ S, 25° 55′ 03″ E | [ 24 ] |

## Ambassades et hauts-commissariats non résidents
La plupart des ambassades accréditées au Botswana se trouvent à Pretoria, en Afrique du Sud. Cependant, certaines se trouvent au Zimbabwe, en Zambie, en Éthiopie ou en Namibie.
| - Algérie - Arabie saoudite - Argentine - Australie - Autriche - Bangladesh - Belgique - Bénin - Bulgarie - Burkina Faso - Canada (Harare) - Chili - Chypre - Corée du Nord - Corée du Sud - Croatie - Danemark - Égypte | - Espagne (Windhoek) - Éthiopie - Finlande - Ghana (Windhoek) - Grèce - Guinée - Guinée équatoriale - Hongrie - Irlande (Maputo) - Israël - Italie (Lusaka) - Jamaïque - Koweït - Lesotho - Madagascar - Malaisie - Malawi - Mali | - Maurice - Mexique - Nouvelle-Zélande - Norvège (Harare) - Ouganda - Pakistan - Panama - Paraguay - Pays-Bas - Philippines - Pologne - Portugal (Harare) - Qatar - République tchèque - Roumanie - Serbie - Seychelles - Sierra Leone (Addis-Abeba) | - Singapour - Slovaquie - Swaziland - Suède - Tanzanie - Thaïlande - Trinité-et-Tobago - Tunisie - Ukraine - Viêt Nam |